# Rond de Saint-Vincent
Le rond de Saint-Vincent est le nom dans le fest-noz moderne d’une danse bretonne dont une des versions a été recueillie à Saint-Vincent-sur-Oust. Cette appellation désigne les versions du rond de Loire-Vilaine, présentant une seule partie, à la différence du rond paludier. Comme son nom l’indique, il s’agit d’une danse en rond pour laquelle, comme souvent en Bretagne, la progression générale se fait vers la gauche.

## Caractéristiques
Elle se danse en ronde en se tenant par le petit doigt. La ronde tourne dans le sens des aiguilles d’une montre en se resserrant puis en s'élargissant.

### Pas
1. Le pied gauche glisse vers l'intérieur du cercle en marquant une progression vers la gauche.
2. Le pied droit dépasse le pied gauche dans la même direction.
3. Le pied gauche repart vers l'arrière en direction de la ligne de danse en se décalant légèrement vers la gauche.
4. Le pied droit recule derrière le pied gauche et l'on revient ainsi sur le cercle de départ.

### Bras
Les bras sont raides et montent en mouvements saccadés en suivant le rythme de la musique.
1. On lève les bras à mi-hauteur devant soi.
2. Les bras sont tendus devant soi à l’horizontale.
3. On replie les bras, les coudes sont le long du corps et les mains à hauteur des épaules.
4. On baisse les bras.

### Mouvement d'ensemble
La ronde effectue ainsi un mouvement de fermeture vers l'intérieur sur les deux premiers pas (avec une rotation marquée vers la gauche) et se rouvre sur les deux pas suivants (avec une rotation moindre dans le même sens) en reprenant ainsi sa forme de départ. Pour illustrer ce mouvement spécifique du rond de Saint Vincent, on le compare souvent à une fleur qui s'ouvre et se ferme.